# Heteropelma orbitale
Heteropelma orbitale là một loài tò vò trong họ Ichneumonidae.